# 오이와케역 (홋카이도)
오이와케역(일본어: 追分駅 おいわけえき[*])은 일본 홋카이도 유후쓰 군 아비라정에 위치한 홋카이도 여객철도의 철도역이다. 무로란 본선의 소속역이며, 세키쇼 선까지 더해 2개의 노선이 운행되고 있다. 역 번호는 K15이며, 혼합식 승강장 2면 4선의 구조를 갖춘 지상역이다.

## 타는 곳
| 1 | ■ 세키쇼 선   | 상행 | 미나미치토세 · 지토세 · 삿포로 방면 |
| 1 | ■ 세키쇼 선   | 하행 | 신유바리 · 오비히로 · 구시로 방면   |
| 2 | ■ 무로란 본선 | 상행 | 도마코마이 · 이토이 방면            |
| 2 | ■ 무로란 본선 | 하행 | 이와미자와 방면 (시발)              |
| 2 | ■ 세키쇼 선   | 하행 | 신유바리 방면                       |
| 3 | ■ 무로란 본선 | 하행 | 구리야마 · 이와미자와 방면          |
| 3 | ■ 세키쇼 선   | 하행 | 신유바리 방면                       |
| 4 | ■ 세키쇼 선   | 상행 | 당 역 종착 열차 · 회송 열차         |

## 역 주변
- 아비라 정청 오이와케 청사
- 홋카이도 은행 오이와케 지점

## 역사
- 1892년
  - 8월 1일 : 홋카이도 탄광 철도 무로란 선의 역으로서 개업. 일반역. 오이와케 기관고 설치.
  - 11월 1일 : 오이와케 - 유바리 간의 지선이 개업.
- 1898년
  - 2월 1일 : 선형 기관 차고 신설.
  - 시기 불명 : 역사 개축, 과선교 설치.
- 1902년 4월 15일 : 홋카이도 탄광 철도 오이와케 코크스 제조소 신설. 전용선 700m 부설.
- 1906년 10월 1일 : 홋카이도 탄광 철도의 철도 노선 국유화에 의해, 일본국유철도로 이관.
- 1909년 7월 1일 : 오이와케 검차소 설치.
- 1913년 6월 2일 : 오이와케 기관고 설치.
- 1918년 9월 : 선형 기관차고 전소.
- 1921년 9월 : 선형 기관차고 재건축.
- 1922년 2월 28일 : 홋카이도 탄광 철도 코크스 제조소 폐쇄. 전용선 사용 정지.
- 1943년 9월 1일 : 역사 개축.
- 1976년
  - 3월 2일 : 입환용으로 사용하고 있던 증기기관차를 디젤 기관차로 도입. 홋카이도의 증기 기관차 통상으로는 마지막.
  - 4월 13일 : 선형 기관차고 전소. DD51 : 7대, DE10 : 1대, SL : 5대 소실.
- 1977년 5월 10일 : 선형 기관차고 재건축.
- 1980년 4월 10일 : 역사 개축.
- 1981년 10월 1일 : 세키쇼 선 개업.
- 1984년 2월 1일 : 화물 · 소화물 취급 폐지.
- 1987년 4월 1일 : 일본국유철도 분할 민영화에 의해, 홋카이도 여객철도가 승계.
- 1992년 7월 : 이와미자와 운전소 오이와케 파출소가 오이와케 역으로 통합되었다.
- 2005년 3월 : 운전 부문이 이와미자와 운전소로 통합되어, 운전사의 배치가 없어짐.

## 인접 역
| 홋카이도 여객철도 무로란 본선  | 홋카이도 여객철도 무로란 본선        | 홋카이도 여객철도 무로란 본선 |
| ------------------------------ | ------------------------------------ | ----------------------------- |
| 아비라 도마코마이 방면         | ■ 무로란 본선                        | 미카와 이와미자와 방면        |
| 홋카이도 여객철도 세키쇼 선    |                                      |                               |
| 미나미치토세 삿포로 방면       | ■ 특급 '슈퍼 오조라' · '슈퍼 토카치' | 신유바리 구시로 방면          |
| 미나미치토세 미나미치토세 방면 | ■ 보통                               | 가와바타 신토쿠 방면          |